# Сальська вулиця
Са́льська ву́лиця — зникла вулиця, що існувала в Дніпровському районі міста Києва, місцевість Микільська слобідка. Пролягала від Лікарняної до Челябінської вулиці.

## Історія
Виникла в середині XX століття, мала назву 909-та Нова. Назву Сальська вулиця набула 1953 року, на честь міста Сальськ. 
Ліквідована 1977 року в зв'язку зі знесенням старої забудови Микільської слобідки.